# Bonndorfer Graben

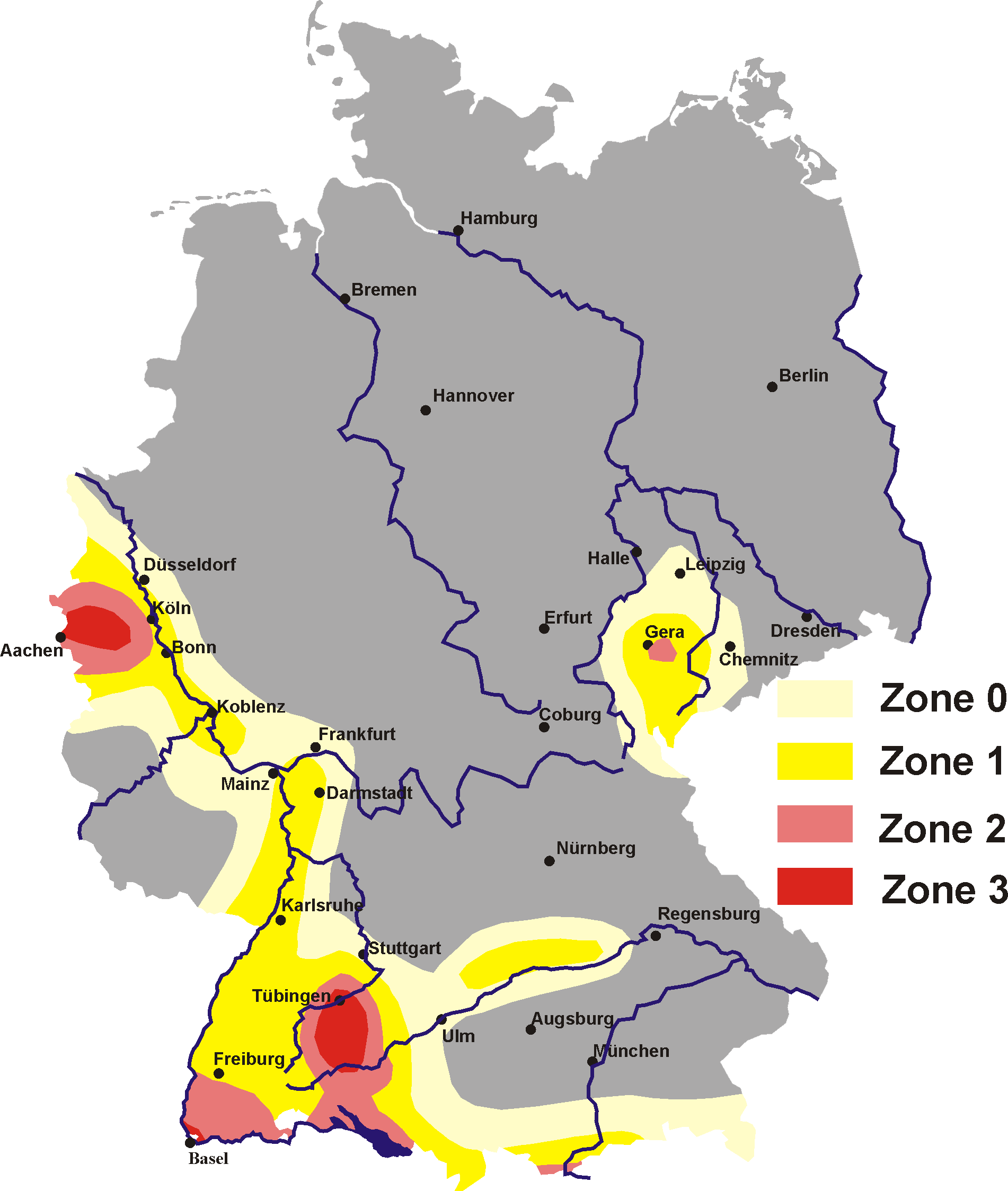
Erdbebenzonen in Deutschland

Der Bonndorfer Graben ist ein Südost-Nordwest- bis Ost-West-streichendes tektonisches Grabensystem am Ostrand des Schwarzwalds und in der Baar zwischen Bonndorf im Schwarzwald (im Süden) und Donaueschingen (im Norden). Es wird vom Oberlauf der Wutach durchflossen; variskisch (Paläozoikum) angelegt, wurde es im Tertiär wieder aktiviert; es durchsetzt Grund- und Deckgebirge. Die Fortsetzung des Bonndorfer Grabens lässt sich über den Schwarzwald mit dem Lenzkircher Graben bei Lenzkirch, das Höllental und die Freiburger Bucht bis an den Oberrheingraben am Kaiserstuhl verfolgen, nach Osten über Blumberg, hier sichtbar an dem Riedöschinger Travertin und dem Blauen Stein, in Richtung Engen in den Hegau mit den Vulkanbildungen Hohenstoffeln, Hohenkrähen, Hohentwiel, Höwenegg, Hohenhewen und Neuhewen, Mägdeberg, Hohenkrähen, Staufen und Rosenegg bis zum Bodensee. Durch die Absenkung im Bonndorfer Graben bedingt, springen hier der Jura der Schwäbischen Alb und die älteren Schichten des Deckgebirges (Buntsandstein, Muschelkalk, Keuper) nach Westen vor.